# 盧卡斯·安達臣
盧卡斯·安達臣（丹麥語：Lucas Qvistorff Andersen，1994年9月13日—）是一名丹麥足球中場，現效力英冠球會昆士柏流浪。

## 職業數據
以下是盧卡斯·安達臣的職業數據︰
| 賽季    | 球會   | 上陣 | 入球 | 聯賽         |
| ------- | ------ | ---- | ---- | ------------ |
| 2010/11 | 阿爾堡 | 010  | 0    | 丹麥超級聯賽 |
| 2011/12 | 阿爾堡 | 022  | 01   | 丹麥超級聯賽 |
| 2012/13 | 阿爾堡 | 07   | 02   | 丹麥超級聯賽 |
| 2012/13 | 阿積士 | 01   | 0    | 荷蘭甲組聯賽 |
| TOTAL   | TOTAL  | 40   | 3    |              |

## 榮譽
阿積士
- 荷蘭甲組聯賽 冠軍: 2012-13
- 告魯夫盾: 2013